# Mali
Mali, oficjalnie Republika Mali (fr. République du Mali) – śródlądowe państwo położone w Afryce Zachodniej, siódme co do wielkości w Afryce, ze stolicą w Bamako. Graniczy z Algierią na północy, Nigrem i Burkina Faso na wschodzie, Wybrzeżem Kości Słoniowej i Gwineą na południu oraz z Senegalem i Mauretanią na zachodzie. Członek Unii Afrykańskiej.
Mali podzielone jest na dziesięć regionów; jego granice na północy sięgają południowej Sahary, podczas gdy południowa część kraju, zamieszkana przez większość społeczeństwa, graniczy z rzekami Niger oraz Senegal. W strukturze gospodarczej kraju przeważa rolnictwo oraz rybołówstwo. Niektóre z bogactw naturalnych Mali to złoto, uran czy sól.

## Etymologia
Nazwa kraju pochodzi od przedkolonialnego Imperium Mali, które istniało w okresie od XIII do XVI wieku, a w czasie największego rozkwitu, sięgało aż po Atlantyk. „Mali” w języku mandinka oznacza hipopotama, lecz z czasem zaczęło znaczyć również „miejsce, gdzie mieszka król”.

## Historia
Ślady działalności człowieka na terenie obecnego Mali – rysunki i inskrypcje naskalne – sięgają okresu paleolitu i neolitu . Pierwsze osady rolnicze powstały w dolinie środkowego Nigru w III tysiącleciu p.n.e.  Ok. roku 250 p.n.e. w wewnętrznej delcie Nigru rozwinął się ośrodek handlowy Dżenne, który prężnie funkcjonował do XI w. n.e.  Przechodziły tędy szlaki karawanowe do Afryki północnej – handlowano kością słoniową, złotem, niewolnikami, gumą arabską i strusimi piórami . Wraz z rozwojem handlu transsaharyjskiego rozwinęły się trzy państwa: Imperium Ghany (IV–XI w.), Imperium Mali (XIII–XV w.) i królestwo Songhaju (XV–XVI w.), które kolejno dominowały w regionie .

### Imperium Mali (XIII–XVI w.)

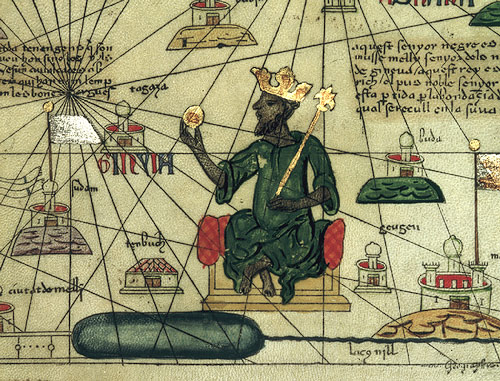
Musa I (1307–1332?), Atlas kataloński z ok. 1375 roku

W okresie od VIII wieku do 1078 roku ziemie dzisiejszego Mali wchodziły w skład Imperium Ghany. Inwazja Almorawidów w 1076 roku osłabiła imperium , które wkrótce rozpadło się. Ok. 1235 roku, jeden z przywódców ludu Mandinka – Sundiata Keïta (1190–1255) pokonał wojska Soumaoro Kanté w bitwie pod Kiriną, a ok. 1240 roku utworzył Imperium Mali . Historia walk Sundiaty i powstania Imperium Mali opowiedziana jest w eposie o Sundiacie  .
Ok. 1307 roku władzę objął mansa Musa I (1307–1332?), pod którego rządami Mali przeżywało okres największego rozkwitu, rozciągając się od Oceanu Atlantyckiego do masywu Adrar des Iforas. W XV w. imperium upadło a kontrolę nad regionem i szlakami handlowymi przejęło państwo Songhaj . W 1591 roku Songhaj najechały wojska marokańskie uzbrojone w muszkiety, region uległ destabilizacji a szlaki handlowe na północ zostały przerwane .

### Kolonizacja
W wiekach XVII i XVIII w basenie Nigru powstało kilkanaście państw . Na początku XVII w. Bambara założyli swoje królestwo ze stolicą w Ségou . W 1773 roku Tuaregowie pokonali Marokańczyków i przejęli kontrolę nad zakolem Nigru . W 1833 roku Marokańczycy zostali pokonani pod Diré przez królestwo Fulbe utworzone na Macinie .
Wiek XIX w Afryce Zachodniej charakteryzowało powstanie wielu państw muzułmańskich pod przywództwem dżihadystów i ekspansja kolonialna Francji .
Seku Amadu (też: Shehu Ahmadu Lobbo; 1776–1844) obalił w 1810 r. władzę Fulbe i założył państwo religijne ze stolicą w Hamdullahi . Na północy Umar al-Hadżdż (1794–1864) założył w latach 40. państwo Tukulerów i pod hasłem świętej wojny podjął próbę zjednoczenia wszystkich małych państw na obszarze Mali  – w 1861 roku podbił królestwo Bambara a w 1864 roku tereny królestwa Fulbe . Jego syn Ahmadu Tall (1836–1897) objął władzę w Ségou, lecz nie udało mu się utrzymać kontroli nad wszystkimi terenami państwa utworzonego przez ojca . W latach 70. Samori Touré (1835–1900) utworzył na południu państwo Wasulu .
W II połowie XIX w. Francja rozpoczęła ekspansję na tereny Sudanu Zachodniego . W 1855 roku wzniosła fort w Médine w zachodnim Mali . Na początku lat 80. XIX w., dzięki wysiłkom dyplomatycznym Josepha Gallieniego (1848–1916) Francuzi zaczęli kontrolować tereny na wschód aż do Kity . W kolejnych latach zaangażowali się militarnie, prowadząc zwycięskie wojny z państwami Tukulerów i Wasalu, przejmując kontrolę nad prawie całym terytorium obecnego Mali na początku XX w.  W 1890 roku powstał Sudan Francuski, który od 1892 roku był kolonią francuską . W 1904 roku Sudan Francuski stał się częścią Francuskiej Afryki Zachodniej . Na początku XX w. lokalna ludność zaczęła występować przeciwko kolonistom . Wystąpienia te nasiliły się we wschodniej części kraju w okresie 1915–18 .

### Dekolonizacja
Po II wojnie światowej zaczęły powstawać pierwsze partie polityczne a ruch niepodległościowy przybrał na sile . W 1946 powstał Związek Sudański, będący częścią składową Afrykańskiego Zrzeszenia Demokratycznego (RDA), któremu przewodził Modibo Keïta (1915–1977) .
W 1958 roku Sudan Francuski proklamował powstanie autonomicznej Republiki Sudanu Zachodniego w ramach Wspólnoty Francuskiej . W 1959 Sudan Zachodni i Senegal utworzyły Federację Mali, do której przez krótki czas należały też Górna Wolta i Dahomej . W 1960 roku Federacja Mali uzyskała niepodległość w ramach Wspólnoty Francuskiej . Dwa miesiące później federacja rozpadła się, a 22 września 1960 roku Sudan Zachodni ogłosił niepodległość jako Republika Mali .

### Niepodległe Mali
Pierwszym prezydentem kraju został lider ruchu niepodległościowego, Keïta, który zdystansował się od Francji i nawiązał bliskie stosunki z krajami komunistycznymi, które wspierał na arenie międzynarodowej . Mali zaczęło wprowadzać gospodarkę planową . Doprowadziło to do ucieczki kapitału zagranicznego, podniesienia podatków i inflacji . Polityka gospodarcza i zainaugurowana w 1967 roku rewolucja kulturalna nie zyskały poparcia społecznego .
19 listopada 1968 roku doszło do wojskowego zamachu stanu przeprowadzonego przez Moussa Traoré . Traoré utworzył juntę o nazwie Wojskowy Komitet Wyzwolenia Narodowego i został prezydentem . Konstytucja została zawieszona i wprowadzono zakaz działalności partii politycznych . Traoré nawiązał bliską współpracę z Francją . Nowa konstytucja z 1974 roku wprowadziła jednopartyjny system prezydencki . W 1976 roku utworzona została jedyna legalna partia w kraju – Demokratyczny Związek Ludu Malijskiego (UDPM), która grupowała wojskowych i na czele której stanął Traoré . Traoré był wybierany prezydentem w 1979 i 1985 roku . Na przełomie lat 70. i 80. XX w. doszło do studenckich protestów antyrządowych, które zostały krwawo stłumione przez juntę . Mali pogrążone było w kryzysie ekonomicznym spotęgowanym przez wieloletnie susze . Dwukrotnie, w latach 1974–1975 i w 1985 roku, prowadziło wojnę z Burkina Faso . Konflikt graniczny został ostatecznie rozstrzygnięty przez Międzynarodowy Trybunał Sprawiedliwości w 1986 roku . Pod koniec lat 80. XX w. zadłużone Mali przyjęło pod presją wierzycieli program liberalizacji gospodarki przy wsparciu Banku Światowego .
W 1991 roku nasiliły się ruchy na rzecz demokratyzacji kraju, w wielu miastach odbywały się demonstracje, dochodziło do zamieszek . W marcu reżim Traoré został obalony przez grupę oficerów pod przywództwem Amadou Toumani Touré . Zatwierdzona w referendum w 1992 roku nowa konstytucja wprowadziła system wielopartyjny . W tym samym roku przeprowadzono wolne wybory parlamentarne, które wygrał Sojusz na rzecz Demokracji w Mali (ADEMA-PASJ), a jej przywódca Alpha Oumar Konaré zwyciężył w wyborach prezydenckich . Na północy kraju wybuchały raz po raz konflikty między osiadłą czarną ludnością a powracającymi z emigracji w Algierii i Libii koczowniczymi Tuaregami . W 1997 roku kolejne wybory ponownie wygrał Sojusz, a Konaré został po raz drugi prezydentem . Pod koniec lat 90. Mali zaczęło realizować kolejne programy reform gospodarczych przy wsparciu Banku Światowego i Międzynarodowego Funduszu Walutowego .

### XXI wiek
W 2002 roku władzę objął Toumani Touré, a rok później na zachodzie kraju doszło do starć między rywalizującymi grupami islamskimi . Rząd Touré borykał się z nieustającymi problemami gospodarczymi i konfliktami na tle etnicznym i religijnym . W 2003 i 2005 roku umorzono długi państwa, a w 2007 roku Touré został ponownie wybrany prezydentem kraju .
W 2007 roku doszło do wznowienia walk z Tuaregami na północy kraju . Do zaognienia relacji państwa z Tuaregami doszło w 2012 roku, kiedy po obaleniu i zabójstwie przywódcy Libii, pułkownika Muammara al-Kaddafiego (1942–2011), do Mali powrócili tuarescy najemnicy, walczący w czasie wojny domowej po stronie Kaddafiego . Napływ nowych, dobrze uzbrojonych i wyćwiczonych bojowników zmienił sytuację w regionie i w rezultacie w styczniu 2012 roku doszło do wybuchu zbrojnego powstania Tuaregów, które przerodziło się w wojnę domową pod przewodnictwem Narodowego Ruchu Wyzwolenia Azawadu. Do rebelii włączył się też Arabski Ruch Azawadu. W związku z niepowodzeniami rządu w walce z rebeliantami tuareskimi, w marcu 2012 roku doszło do buntu armii i zamachu stanu . Władzę w państwie w następstwie przewrotu objął Narodowy Komitet na rzecz Przywrócenia Demokracji i Państwa pod przywództwem Amadou Sanogo . W odpowiedzi Unia Afrykańska i Wspólnota Gospodarcza Państw Afryki Zachodniej nałożyły na juntę i Mali sankcje, co szybko doprowadziło do niedoborów żywności i energii oraz wzrostu cen . Rebelianci tuarescy wykorzystali moment niestabilności politycznej, przejmując kontrolę nad północną częścią kraju wraz z miastami Gao i Timbuktu . 6 kwietnia 2012 roku tuareska grupa Narodowy Ruch na Rzecz Wyzwolenia Azawadu (fr. Mouvement National pour la Libération de l’Azawad, MNLA) ogłosiła utworzenie niezależnego państwa Azawad . Tego samego dnia Touré zgodził się na madiację Wspólnoty Gospodarczej Państw Afryki Zachodniej i ustąpił ze stanowiska . 12 kwietnia tymczasowym prezydentem kraju został prezydent Zgromadzenia Narodowego Dioncounda Traoré . Miesiąc później w wyniku ataku demonstrantów na pałac prezydencki w Bamako, Dioncounda został pobity do nieprzytomności i z urazami głowy trafił do szpitala . Po leczeniu we Francji wrócił pod koniec lipca do Mali, by utworzyć rząd – w sierpniu mianował premierem Cheicka Modibo Diarrę .
W czasie trwania rebelii u boku Tuaregów z MNLA walczyło ugrupowanie Ansar ad-Din („Obrońcy Wiary”), mające powiązania z Al-Ka’idą Islamskiego Magrebu (AQIM) oraz fundamentaliści islamscy z Zamaskowanej Brygady i Ruchu na rzecz Jedności i Dżihadu w Afryce Zachodniej (MUJAO), którzy wydzielili się z AQIM . W maju 2012 MNLA i „Obrońcy Wiary” zawarli porozumienie w sprawie utworzenia państwa islamskiego . Sojusz ten rozpadł się wskutek forsowania surowej wersji szariatu przez „Obrońców Wiary” na terenach o bardziej tolerancyjnej linii . Na początku lipca „Obrońcy Wiary” wraz z AQIM i fundamentalistami islamskimi przejęli od MNLA kontrolę nad znaczną częścią terytorium i wprowadzili prawa szariatu . Zaczęto wówczas niszczyć i burzyć tradycyjne świątynie sufickie pod hasłami walki z bałwochwalstwem . Lider „Obrońców Wiary” Ag Ghali dążył do wprowadzenia szariatu na całym terenie Mali . Coraz trudniejsza sytuacja na północy kraju spowodowała masową ucieczkę Malijczyków z regionu .
Zaniepokojona społeczność międzynarodowa rozważała opcje interwencji w regionie, m.in. wysłanie międzynarodowych sił zbrojnych . 10 grudnia 2012 roku premier Diarra, który popierał plany interwencji zagranicznej na północy, został aresztowany przez juntę i zmuszony do rezygnacji . Nowym premierem został Django Cissoko . Społeczność międzynarodową potępiła ingerencję wojska a Rada Bezpieczeństwa ONZ zezwoliła na rozmieszczenie w Mali sił międzynarodowych, aby pomóc władzom w odzyskaniu północnej części kraju . Na początku grudnia 2012 roku, dzięki mediacji Wspólnoty Gospodarczej Państw Afryki Zachodniej doszło do porozumienia pomiędzy stroną rządową, „Obrońcami Wiary” i MNLA . Rebelianci zgodzili się szanować jedność narodową i prawa człowieka, odrzucając terroryzm i ekstremizm i zobowiązali się do przestrzegania zawieszenia broni – rozmowy miały być kontynuowane . Walki zostały jednak wznowione w styczniu a rebelianci opanowali miasto Konna . Władze Mali zwróciły się o pomoc międzynarodową . Wojska francuskie, malijskie, czadyjskie i ich sojusznicy w styczniu 2013 roku rozpoczęły operację Serwal, odbijając Konnę, Timbuktu i Kidal . Bojownicy islamscy zaczęli prowadzić wojnę partyzancką . Po wycofaniu się wojsk francuskich, kontrolę przejęły siły operacji wsparcia pokoju MINUSMA . W czerwcu 2013 roku rząd Mali i rebelianci tuarescy podpisali porozumienie pokojowe, które przewidywało m.in. natychmiastowe zawieszenie broni i zapewnienia warunków do zorganizowania wyborów . Wybory prezydenckie przeprowadzono 28 lipca 2013 roku przy rekordowej frekwencji ponad 50% . Do drugiej tury przeszli Ibrahim Boubacar Keïta i Soumaïla Cissé i 11 sierpnia prezydentem został wybrany Keïta, zdobywając 78% głosów .
Sytuacja na północy nadal pozostawała napięta, doszło również do ataków w środkowym (oblężenie hotelu w mieście Sevare w sierpniu 2015 roku) i południowym Mali (atak na hotel w Bamako w listopadzie 2015 roku). Kolejne wybory prezydenckie miały miejsce 29 lipca 2018 roku – z powodu zagrożenia bezpieczeństwa, głosowania nie odbyły się w ponad 600 lokalach wyborczych. Do drugiej tury ponownie przeszli Ibrahim Boubacar Keïta i Soumaïla Cissé, którego skarga do trybunału konstytucyjnego w sprawie naruszenia prawa wyborczego nie doprowadziła do nieuznania wyborów. W drugiej turze zwyciężył Keïta, uzyskując 67% głosów.
18 sierpnia 2020 roku dokonano wojskowego zamachu stanu. Puczyści pojmali prezydenta Ibrahima Boubacara Keïtę, a następnie zmusili go do rozwiązania parlamentu i rezygnacji. Pełnię władzy przejęła wojskowa junta na czele z Assimim Goitą. Zapowiedziała ona okres przejściowy, w którym dokonana ma zostać "rewizja podstaw państwa", a po tym okresie przeprowadzone nowe wybory. Zamach stanu poprzedziły niepokoje społeczne.
18 czerwca 2023 odbyło się referendum, w której 96,91% głosujących opowiedziało się za zniesieniem języka francuskiego jako urzędowego. Z dniem 3 sierpnia weszła w życie nowelizacja konstytucji, w której język francuski został uznany językiem roboczym, natomiast językami urzędowymi Mali zostało trzynaście języków używanych przez autochtoniczne grupy etniczne: bambara, bobo, bozo, dogon, fula, hassanijja, kassonke, maninka, minyanka, senufo, songhaj, soninke i tamashek. Na początku 2024 roku państwo opuściło ECOWAS.

## Geografia
Mali jest największym państwem Afryki Zachodniej – jego powierzchnia wynosi 1 240 192 km² . Położone jest na styku Sahary i Sahelu, bez dostępu do morza . Graniczy z następującymi państwami (zgodnie z ruchem wskazówek zegara) : od północy z Algierią (granica ma długość 1359 km), od wschodu z Nigrem (838 km) i Burkina Faso (1325 km), od południa z Wybrzeżem Kości Słoniowej (599 km) i Gwineą (1062 km), od zachodu z Senegalem (489 km) i Mauretanią (2236 km) .
Mali charakteryzuje się płaską i monotonną rzeźbą terenu . Większość jego powierzchni stanowią wyżynne równiny  i płaskowyże.
Mali leży w strefie klimatu zwrotnikowego suchego na północy i podrównikowego suchego na południu . Przez cały rok występują wysokie temperatury, a większość kraju cechuje się opadami nie przekraczającymi 1000 mm rocznie, gdzie występuje pora deszczowa i sucha . 75% powierzchni kraju zajmuje Sahara – na północy, północnym zachodzie i wschodzie występują pustynie piaszczyste . Sieć rzeczna Mali jest uboga . Rzeki stałe występują w południowej i środkowej części kraju – dwie największe rzeki to Niger i Senegal . Im dalej na północ tym szata roślinna staje się coraz bardziej uboższa – przechodzi od sawanny do roślinności pustynnej i półpustynnej .

## Ustrój polityczny
Republika z wielopartyjnym systemem politycznym . Władza ustawodawcza należy do Zgromadzenia Narodowego liczącego 147 członków, wybieranych na pięcioletnie kadencje . Rząd stanowi władzę wykonawczą . Władza sądownicza zależna jest od władzy ustawodawczej i wykonawczej.
Głową państwa jest prezydent wybierany na pięcioletnią kadencję i może być ponownie wybrany tylko raz  . Prezydent mianuje premiera i ministrów .

## Podział administracyjny
Mali podzielone jest na 10 regionów i jeden dystrykt stołeczny . Regiony Ménaka i Taoudenni zostały ustanowione prawnie w 2016 roku, jednak ich ustanowienie de facto nie zostało potwierdzone . Regiony dzielą się na okręgi (cercles), które podzielone są na arrondissements .
Regiony w Mali:
- Region Stołeczny Bamako
- Gao
- Kayes
- Kidal
- Koulikoro
- Mopti
- Ségou
- Sikasso
- Timbuktu
- Region Taoudenni
- Region Ménaka

## Demografia

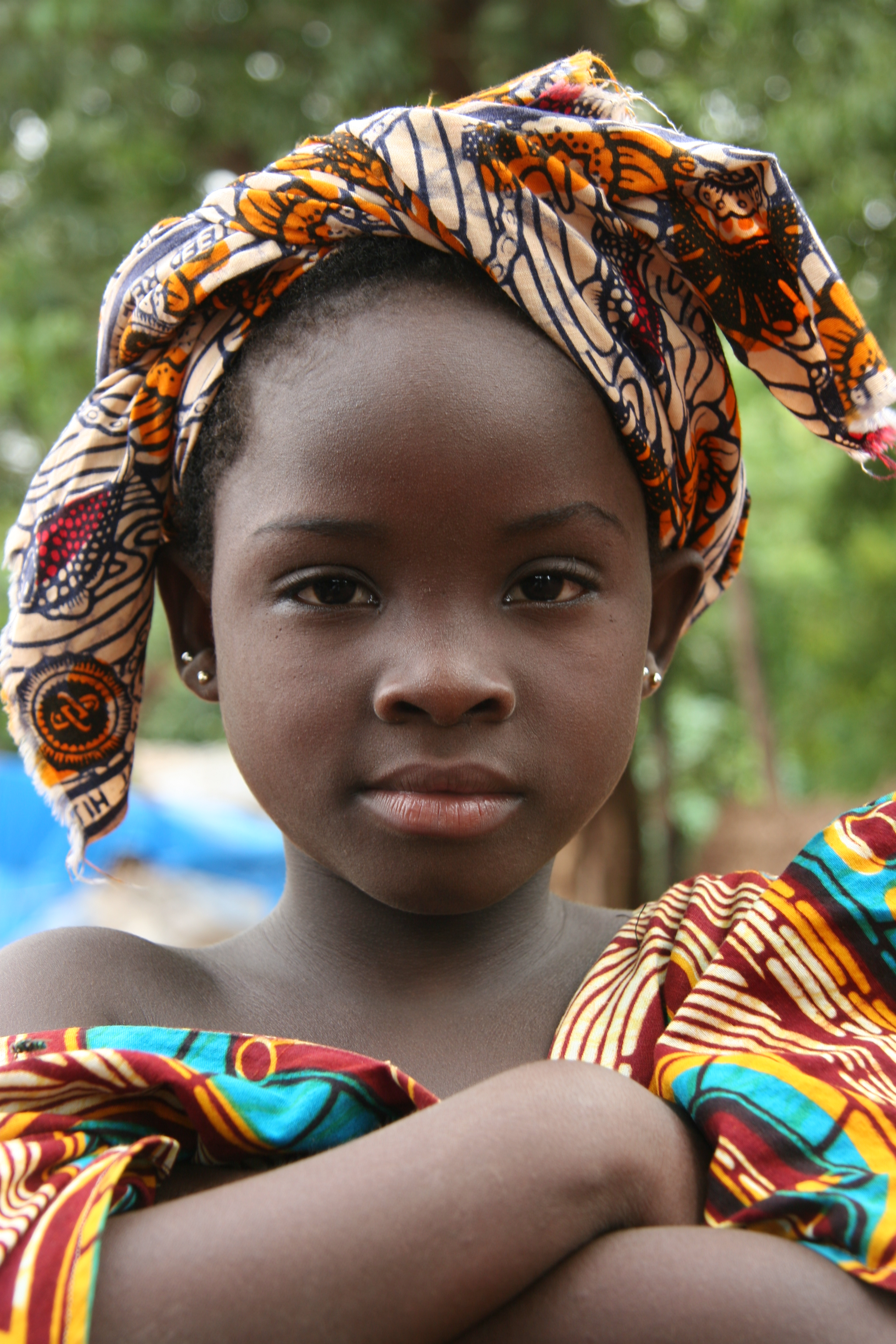
Dziewczynka Bozo w Bamako

W 2018 roku liczba ludności Mali wynosiła 19 078 000. W 2020 roku szacowana jest na 19 553 397, która podwoi się do 2035 roku . Mali charakteryzuje się młodą strukturą wiekową, spadającą śmiertelnością i wysokim współczynnikiem dzietności – 6 dzieci na kobietę (trzeci wynik na świecie), co zapewnia stały szybki wzrost populacji .
Szacuje się, że w 2020 roku 47,69% Malijczyków jest w wieku poniżej 15 lat, 49,26% w wieku 15–64 lata, a 3% w wieku powyżej 64 lat . Mediana wieku to 16 lat (15,3 dla mężczyzn, 16,7 dla kobiet) . Współczynnik urodzeń w 2020 roku ma osiągnąć 42,2 urodzeń na 1000 mieszkańców, a współczynnik dzietności 5,72 dzieci na kobietę . Śmiertelność w 2020 roku to 9 zgonów na 1000 mieszkańców . Oczekiwana dalsza długość trwania życia w 2020 roku ma wynieść 61,6 lat (59,4 dla mężczyzn, 63,8 dla kobiet) .
Językiem urzędowym w Mali jest język francuski, ale powszechnie używane są też liczne języki afrykańskie używane przez różne grupy etniczne . Około 46% ludności posługuje się językiem bambara .

### Struktura etniczna
Populacja Mali jest jedną z najbardziej zróżnicowanych pod względem etnicznym w Afryce. Na południu przeważa ludność Mande, środkową część kraju zamieszkują przede wszystkim ludy Fulbe a północną Tuaregowie i Maurowie.
Skład etniczny (szacunki na 2018 rok): 33,3% Bambara, 13,3% Fulbe, 9,8% Soninke, 9,6% Senufowie, 8,8% Malinke, 8,7% Dogonowie, 5,9% Songhajowie, 2,1% Bobo, 1,7% Tuaregowie, 6% inni Malijczycy, 0,4% z krajów Wspólnoty Gospodarczej Państw Afryki Zachodniej, 0,3% inni .

### Religia
Struktura religijna (szacunki na 2018 rok) wg CIA: 93,9% muzułmanie, 2,8% chrześcijanie, 0,7% wyznawcy religii animistycznej, 2,5% bez religii .
Struktura religijna (2022) wg WCD: 88,7% muzułmanie, 8,9% animiści, 2,3% chrześcijanie i 0,1% niewierzący. Populacja chrześcijańska składa się głównie z katolików (293 tys.) i ewangelikalnych (177 tys.).

## Gospodarka
Mali zaliczane jest do 25 najbiedniejszych krajów świata i jest uzależnione od pomocy zagranicznej . W rankingu rozwoju społecznego ONZ z 2018 roku Mali zajmowało 182. miejsce na 189 krajów ujętych w zestawieniu.
Gospodarka Mali opiera się na rolnictwie, eksporcie bawełny, wydobyciu i eksporcie złota . Głównymi odbiorcami eksportu Mali są (stan na 2017 rok): Szwajcaria, Zjednoczone Emiraty Arabskie, Burkina Faso, Wybrzeże Kości Słoniowej, Południowa Afryka i Bangladesz .
80% ludności zajmuje się rolnictwem i rybołówstwem, a działalność przemysłowa koncentruje się na przetwarzaniu produktów rolnych . Uprawiane są przede wszystkim: bawełna, proso, ryż, kukurydza, orzeszki ziemne i warzywa .
W wyniku zamachu stanu w 2012 roku Mali popadło w recesję, jednak wzrost gospodarczy szybko odbił – w latach 2014–2017 wzrost PKB wyniósł 5% . Niestabilność polityczna i korupcja stanowią poważne przeszkody dla rozwoju gospodarczego kraju .
Złoża boksytów, diamentów, rud miedzi i rud żelaza, manganu i uranu nie są eksploatowane .
Mali jest członkiem Organizacji dla Harmonizacji Prawa Afrykańskiego (OHADA).

## Ochrona środowiska

### Emisja gazów cieplarnianych
Emisja równoważnika dwutlenku węgla z Mali wyniosła w 1990 roku 12,55 Mt, z czego tylko 0,385 Mt stanowił dwutlenek węgla, a głównym gazem cieplarnianym emitowanym przez ten kraj był metan, natomiast podtlenek azotu był drugi w kolejności . W przeliczeniu na mieszkańca emisja wyniosła wówczas 46 kg dwutlenku węgla, a w przeliczeniu na tysiąc dolarów amerykańskich PKB – 36 kg . Od tego czasu emisje wszystkich tych gazów zasadniczo rosną w niedużym tempie. Skokowy wzrost emisji samego dwutlenku węgla nastąpił w roku 2013, ale niewiele zmieniło to te proporcje. Głównym źródłem emisji dwutlenku węgla pochodzenia kopalnego cały czas był transport, ale od drugiej dekady XXI w. coraz większy udział mają inne branże. W 2018 roku emisja dwutlenku węgla pochodzenia kopalnego przekroczyła 1 Mt, a w przeliczeniu na mieszkańca wyniosła 58 kg i w przeliczeniu na tysiąc dolarów PKB – 28 kg .

## Kultura

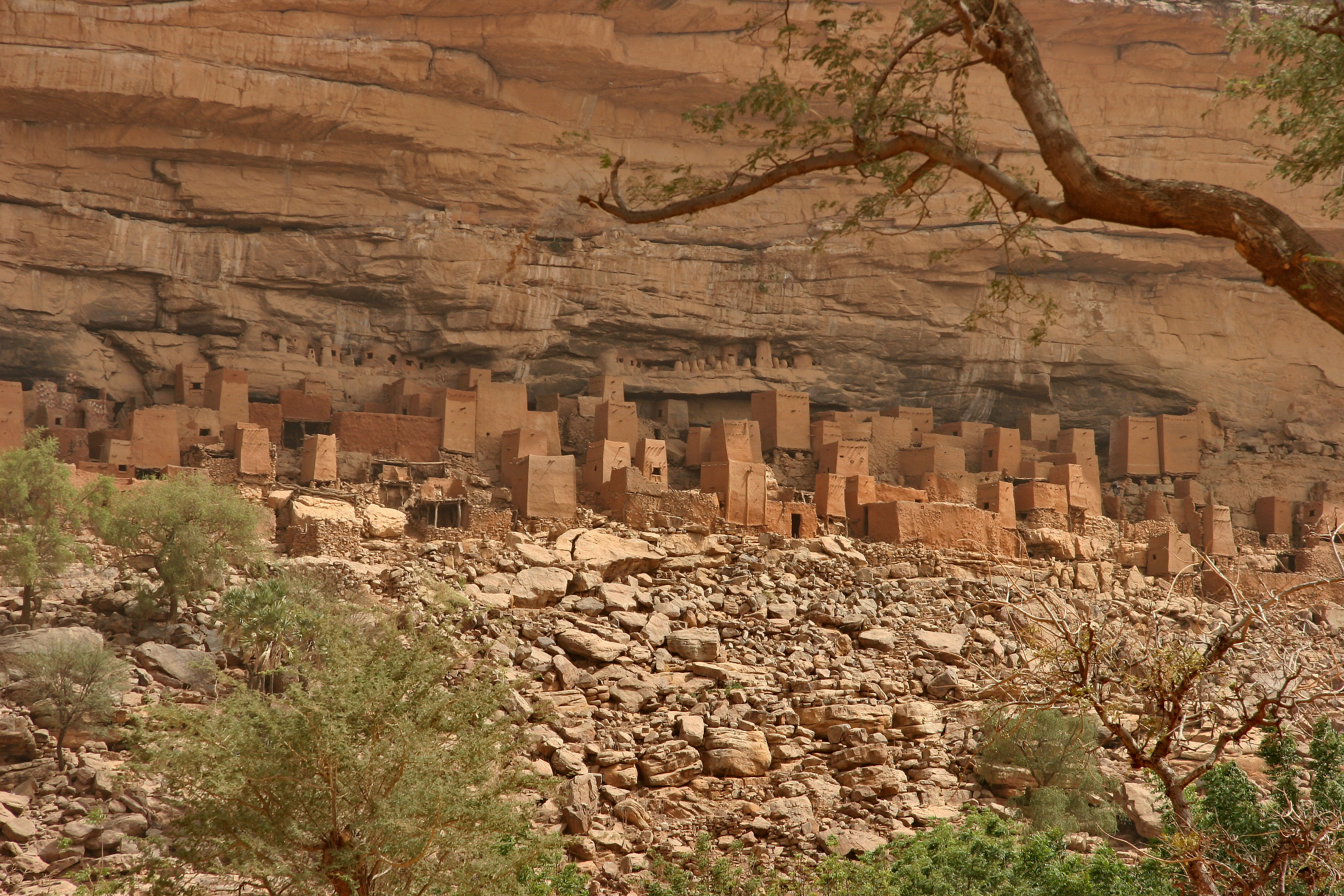
Wioska Dogonów

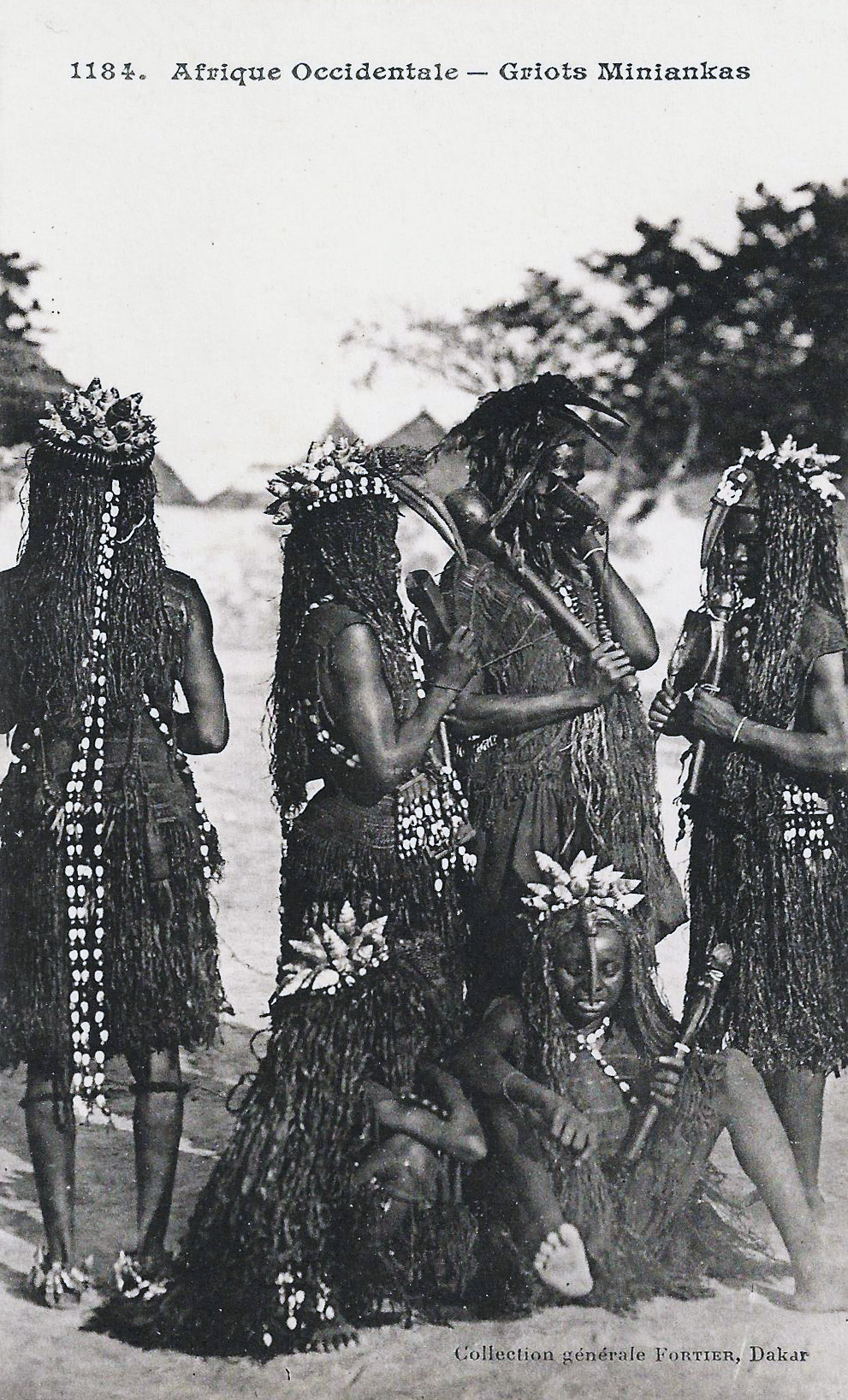
Grioci, 1905

Zróżnicowane etnicznie Mali położone między Afryką północną a zachodnią na szlakach handlowych wykształciło bogatą kulturę . Północ pozostawała pod wpływem nomadycznej kultury pustynnej Tuaregów, a w środkowej części kraju rozwinęła się kultura rolniczego ludu Dogonów z bogatą mitologią i charakterystyczną architekturą .
Muzyka i taniec zajmują szczególne miejsce w kulturze Mali, gdzie każdy z ludów ma własne tradycje muzyczne i taneczne .
Malijska muzyka jest w dużej mierze związana z tradycją griotów, zwanych „Strażnikami pamięci”. Jest zróżnicowana i posiada wiele odmiennych rodzajów. Za najbardziej charakterystyczne postacie malijskiej muzyki można uznać Toumaniego Diabaté (wirtuoza gry na korze), blusowego gitarzystę Ali Farka Touré, tuareski zespół Tinariwen oraz wielu przedstawicieli muzyki pop takich jak Salif Keita, duet Amadou & Mariam, Oumou Sangaré i Habib Koité.
Literatura malijska ma mniejsze znaczenie niż muzyka, pomimo że ten rejon do czasu nastania kolonii zawsze był najprężniejszym ośrodkiem intelektualnym Afryki. Amadou Hampâté Bâ był najbardziej znanym historykiem, który poświęcił sporą część swojej twórczości spisaniu tradycji oralnej griotów, mającej największe znaczenie w malijskiej literaturze. Wśród znanych literatów można wymienić Amadou Hampâté Bâ, Yambo Ouologuem, Moussa Konaté oraz Fily Dabo Sissoko.